# عرناس (ذرة)

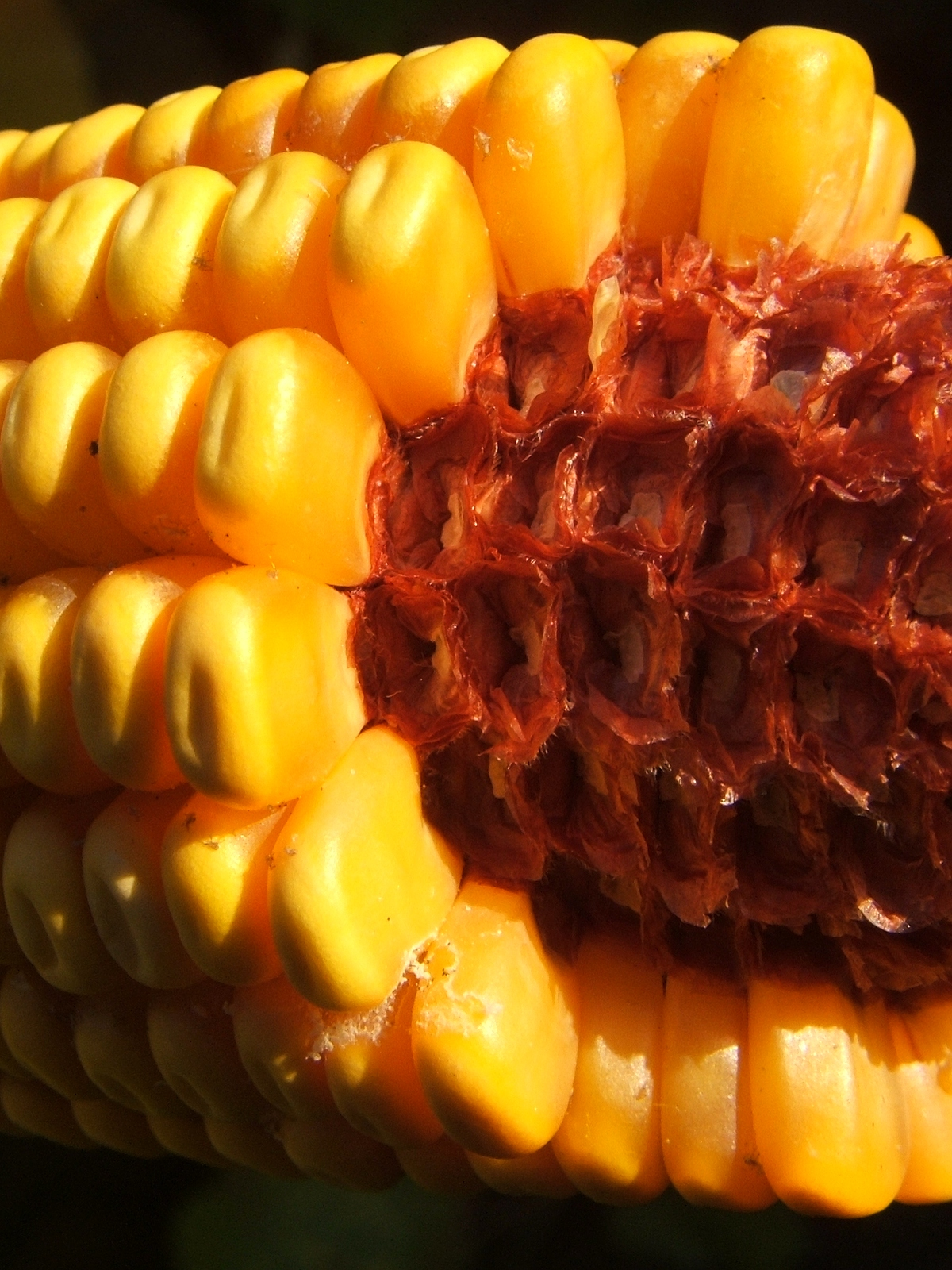
عرناس تحيط به حبات الذرة

العِرْنَاس هو اللب المركزي لكوز الذرة الشامية. وهو جزءٌ شبه خشبي تنمو عليه حبات الذرة. 
يمكن تناول الأكواز اليافعة بما فيها العِرنَاس نيئة. ولكن يصبح العِرناس أكثر صلابة مع نضوج النبات حتى تبقى الحبوب فقط صالحة للأكل.
قد يستخدم العرناس حطباً ويسمى حطب الذرة أو يبقى في الكوز.

## الاستخدامات
يمكن استخدام عرناس الذرة في التطبيقات التالية:
- المصدر الصناعي لمادة فورفورال الكيميائية
- ألياف في علف الماشية المجترة (مع أن قيمتها الغذائية منخفضة)

وله استخدامات أخرى مثل:
- فراش للحيوانات - فهي تمتص الرطوبة
- يُطحن ويُغسل (ثم يُعاد تجفيفه) لصنع مرحاض للقطط
- مادة كاشطة معتدلة لتنظيف أسطح المباني عند الأرضية الخشنة
- بيبة (غليون) من عرناس الذرة. مادة خام لأوعية غليون التدخين
- وقود حيوي
- إنتاج الفحم
- مبيد قوارض صديق للبيئة

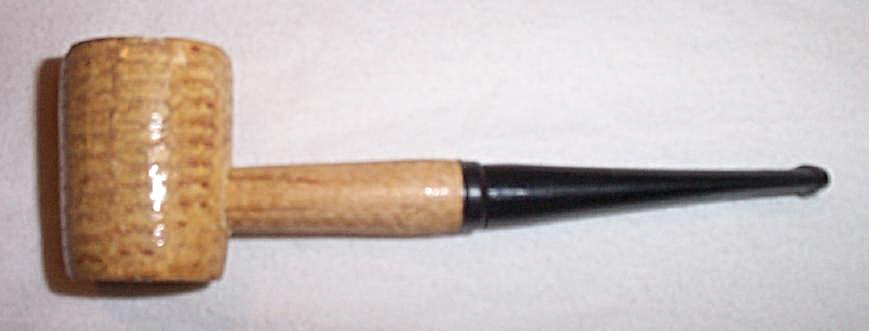
بيبة (غليون) من عرناس الذرة.

- محسن التربة، وحافظة للمياه في البستنة [2]
- وسائط ماصة للتخلص الآمن من النفايات السائلة والصلبة [2]
- المواد المخففة / الحاملة / الحشو في منتجات الصحة الحيوانية ، الكيماويات الزراعية ، التركيبات البيطرية ، خلطات الفيتامينات ، المستحضرات الصيدلانية ، إلخ. [2]
- زيلوز - مُحلّي [3]
- تنظيف الشرج [4]